# Яніс Карабельов
Яніс Даніелов Карабельов (болг. Янис Даниелов Карабельов, нар. 23 січня 1996, Софія, Болгарія) — болгарський футболіст, півзахисник клубу «Ботев» та національної збірної Болгарії.

## Ігрова кар'єра

### Клубна
У віці семи років Яніс карабельов приєднався до клубної академії столичної «Славії». Першу гру в основі команди футболіст провів 28 вересня 2013 року, коли вийшов на заміну у матчі чемпіонату Болгарії проти столичного «Левські». З початку сезону 2015/16 Карабельов закріпився в основі «Славії».
В грудні 2020 року Карабельов перейшов до угорського клубу «Кішварда». Влітку 2023 року футболіст повернувся до Болгарії і як вільний агент приєднався до «Ботева» з Пловдива.

### Збірна
Яніс Карабельов провів дванадцять матчів в складі молодіжної збірної Болгарії.
У 2016 році футболіст вперше отриаав виклик до лав національної збірної Болгарії. Але дебютну гру в головній команді країни Карабельов провів 7 червня 2019 року проти Чехії в матчі відбору до Євро - 2020.

## Титули
Славія
 Переможець Кубка Болгарії: 2017/18
Ботев
 Переможець Кубка Болгарії: 2023/24